# Décès en avril 1974
Décès
- 1970
- 1971
- 1972
- 1973
- 1974
- 1975
- 1976
- 1977
- 1978

Pour une information complémentaire, voir la page d'aide.

| Date     | Nom                | Pays                 | Activités          | Âge | Source |
| -------- | ------------------ | -------------------- | ------------------ | --- | ------ |
| 16 avril | Maxime de Margerie | Drapeau de la France | Banquier français. | 88  |        |